# Angélique (bog)
 For alternative betydninger, se Angélique. (Se også artikler, som begynder med Angélique)
Angélique er en fransk historisk romanserie i 13 bind skrevet under pseudonymet Sergéanne Golon af ægteparret Anne og Serge Golon. De 13 romaner er udgivet i perioden fra 1957 til 1985.
Bøgerne omhandler Angélique de Monteloup, grevinde af Peyrac og markise af Plessis-Bellière, og dennes romantiske liv under Ludvig XIV's regering. Handlingen udspiller sig fra heltindens fødsel i 1638 og i årene herefter.
Romanene er oversat til over 20 sprog. Flere af romanerne er blevet filmatiseret.
| Bog | Spire Denne artikel om bøger og tidsskrifter er en spire som bør udbygges. Du er velkommen til at hjælpe Wikipedia ved at udvide den. |